# Metatopie

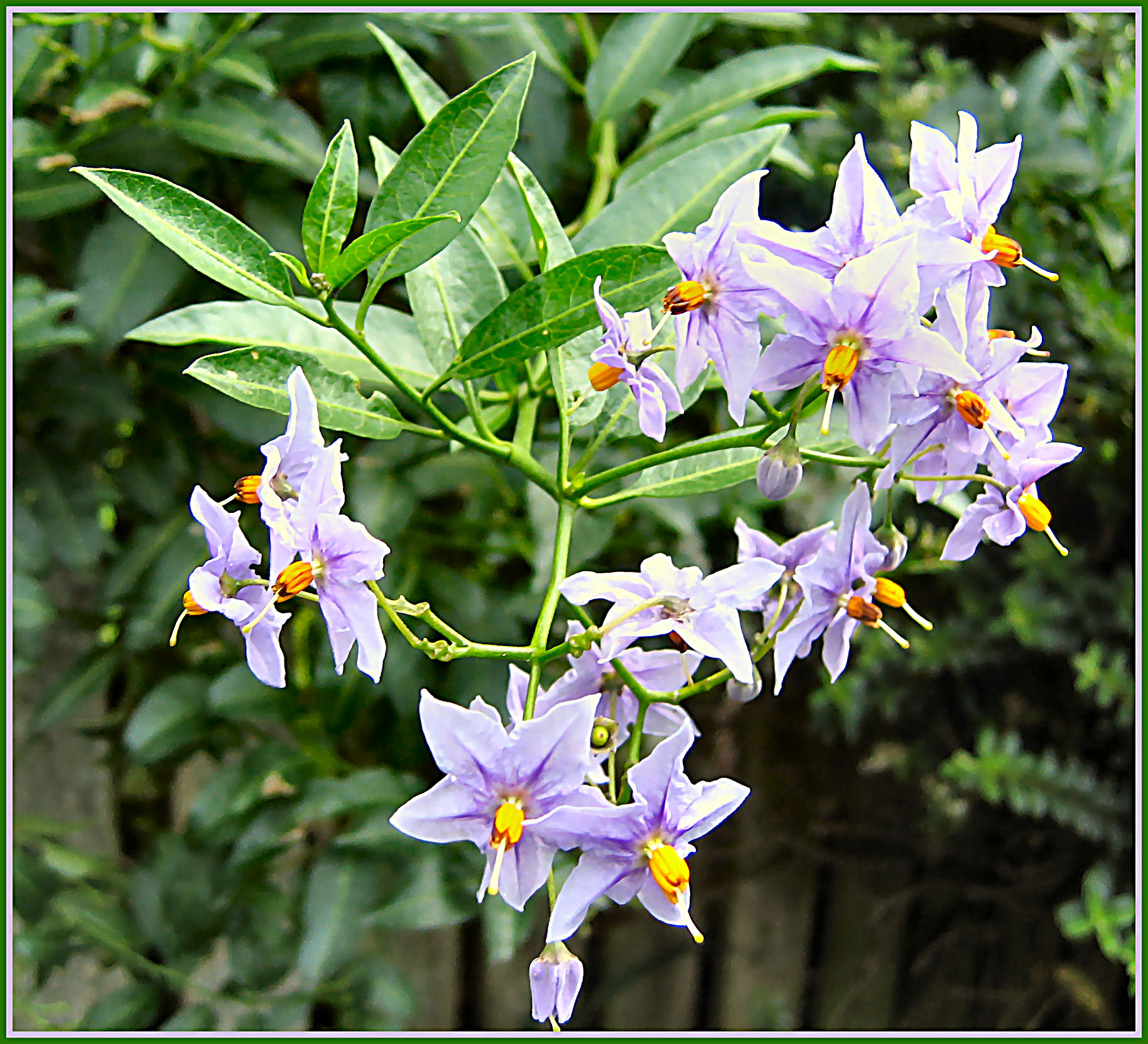
Solanum crispum met recaulescentie

Metatopie (verplaatsing) is een term die gebruikt wordt in plantenmorfologie . Normaal gesproken staat de dragende stengel van een bloeiwijze of een enkele bloem altijd in de oksel van een schutblad (bractee). Door vergroeiing kan ook een verschuiving van het aanhechtingspuntpunt zijn optreden. Metatopie kan ook optreden bij een schijnbare verschuiving van een zijtak ten opzichte van de bladoksel, waarin de zijtak gewoonlijk staat. Er zijn twee mogelijke gevallen: concaulescentie en recaulescentie.
Bij concaulescentie is de zij-as gedeeltelijk vergroeid met de hoofdas waarop de zij-as staat ingeplant. Dit betekent dat de bloem of zijtak veel hoger op de stengel zitten dan de bijbehorende schutbladeren. Concaulescentie komt bijvoorbeeld voor bij de vertakking en de bloeiwijzen van sommige soorten van Solanaceae.
Bij recaulescentie is de laterale as gedeeltelijk versmolten met de bladsteel. De bloemen worden verschoven in de richting blad. Dit is bijvoorbeeld in de Tilioideae (onderfamilie van de Malvaceae) het geval.

Bloem en schutblad
Concaulescentie
Recaulescentie